# 朱芝𤬪
蕩阴昭安王朱芝𤬪（1461年—1521年12月2日），明朝唐宪王朱琼炟庶六子，或误作第五子。唐定王朱桱孙，明太祖曾孙。明朝第一代蕩阴王。

## 生平
成化四年（1468年）十一月赐名。
成化九年（1473年）九月，明宪宗遣恭順侯吳鑑、泰寧侯陳桓、駙馬都尉楊偉、遂安伯陳韶、安順伯薛珤、成安伯郭鐄為正使，吏科給事中李俊、刑科給事中趙杲、禮科給事中張晟、中書舍人黎昊、戶部員外郎林孟喬、工部員外郎何淡為副使，持節冊封朱芝𤬪為蕩阴王。
正德十六年（1521年）十一月，朱芝𤬪去世，明世宗命有司治喪葬。
嘉靖三年（1524年）十月，其嫡次子朱彌鍔受册袭封。

## 评价
- 《明史》：好学有令誉。[7]
- 《罪惟錄》列傳卷四上：倜儻好文，不問家事，貧而好施。
- 《弇山堂别集》卷072：容儀恭美，和好不争。

## 子孙
- 庶長子镇国将军朱彌鐶，弘治三年（1490年）三月赐名，[8]弘治十年（1497年）十月按制度赐誥命冠服[9]
- 嫡次子蕩阴端肃王朱彌鍔
- 嫡三子镇国将军朱彌鎣，弘治五年（1492年）十月赐名，[10]弘治十二年（1499年）十二月按制度赐誥命冠服，[11]後奉祀三伯父三城康穆王朱芝垝[1]
- 嫡五子朱彌鏷，弘治十二年（1499年）七月赐名[12]
- 嫡七子朱彌錀，弘治十六年（1503年）七月赐名[13]